# Лејк Калифорнија (Калифорнија)
Лејк Калифорнија (енгл. Lake California) насељено је место без административног статуса у америчкој савезној држави Калифорнија.

## Демографија
По попису из 2010. године број становника је 3.054.
| Група             | 2000.    | 2010.         |
| Белци             | 0 (0,0%) | 2.603 (85,2%) |
| Афроамериканци    | 0 (0,0%) | 11 (0,4%)     |
| Азијати           | 0 (0,0%) | 31 (1,0%)     |
| Хиспаноамериканци | 0 (0,0%) | 251 (8,2%)    |
| Укупно            | 0        | 3.054         |